# 毛里塔尼亚总统
毛里塔尼亚伊斯兰共和国总统是毛里塔尼亚伊斯兰共和国的国家元首。毛里塔尼亚1961年从法兰西共和国独立。期间国家元首职称还使用过最高国务委员会主席、军事委员会主席等称谓。

## 毛里塔尼亚历代国家元首职称号
虽然目前毛里塔尼亚国家元首的称号为总统，然而历史上毛里塔尼亚国家元首还曾使用过以下称号：
| 国家元首职称                     | 时间起止日期                  | 所属政权时期           |
| -------------------------------- | ----------------------------- | ---------------------- |
| 代理国家元首                     | 1960年11月28日－1961年8月20日 | 毛里塔尼亚伊斯兰共和国 |
| 伊斯兰共和国总统                 | 1961年8月20日－1978年7月10日  | 毛里塔尼亚伊斯兰共和国 |
| 国家复兴军事委员会主席           | 1978年7月10日－1979年3月20日  | 毛里塔尼亚伊斯兰共和国 |
| 国家元首兼国家复兴军事委员会主席 | 1979年3月20日－1979年4月6日   | 毛里塔尼亚伊斯兰共和国 |
| 国家元首和救国军事委员会主席     | 1979年4月6日－1992年4月18日   | 毛里塔尼亚伊斯兰共和国 |
| 伊斯兰共和国总统                 | 1992年4月18日－2005年8月3日   | 毛里塔尼亚伊斯兰共和国 |
| 争取公正与民主军事委员会主席     | 2005年8月3日－2007年4月19日   | 毛里塔尼亚伊斯兰共和国 |
| 伊斯兰共和国总统                 | 2007年4月19日－2008年8月6日   | 毛里塔尼亚伊斯兰共和国 |
| 最高国务委员会主席               | 2008年8月6日－2009年4月15日   | 毛里塔尼亚伊斯兰共和国 |
| 伊斯兰共和国总统                 | 2009年4月15日－现今           | 毛里塔尼亚伊斯兰共和国 |

## 毛里塔尼亚国家元首列表
| 肖像                                        | 姓名 生卒                                    | 职务名称                     | 任期                          | 政治背景                    | 备注                                             |
| ------------------------------------------- | -------------------------------------------- | ---------------------------- | ----------------------------- | --------------------------- | ------------------------------------------------ |
| 毛里塔尼亚伊斯兰共和国                      | 从法国独立 法国国家元首列表                  | 从法国独立 法国国家元首列表  | 从法国独立 法国国家元首列表   | 从法国独立 法国国家元首列表 | 从法国独立 法国国家元首列表                      |
| （毛里塔尼亚伊斯兰共和国）                  |                                              |                              |                               |                             |                                                  |
|                                             | 莫克塔尔·乌尔德·达达赫 （1924－2003）        | 代理国家元首                 | 1960年11月28日－1961年8月20日 | PRM/PPM                     |                                                  |
| 莫克塔尔·乌尔德·达达赫 （1924－2003）       | 总统                                         | 1961年8月20日－1978年7月10日 | 军事政变下台                  | PRM/PPM                     |                                                  |
|                                             | 穆斯塔法·乌尔德·萨莱克 （1936－2012）        | 国家复兴军事委员会主席       | 1978年7月10日－1979年3月20日  | 军人                        |                                                  |
| 穆斯塔法·乌尔德·萨莱克 （1936－2012）       | 国家元首和国家复兴军事委员会主席             | 1979年3月20日－1979年4月6日  |                               | 军人                        |                                                  |
| 穆斯塔法·乌尔德·萨莱克 （1936－2012）       | 国家元首和救国军事委员会主席                 | 1979年4月6日－1979年6月3日   | 军事政变辞职                  | 军人                        |                                                  |
|                                             | 穆罕默德·马哈穆德·乌尔德·娄利 （1943－2019） | 国家元首和救国军事委员会主席 | 1979年6月3日－1980年1月4日    | 军人                        | 军事政变下台                                     |
|                                             | 穆罕默德·库纳·乌尔德·海德拉 （1940－）       | 国家元首和救国军事委员会主席 | 1980年1月4日－1984年12月12日  | 军人                        | 军事政变下台                                     |
|                                             | 马维亚·乌尔德·西德·艾哈迈德·塔亚 （1941－）  | 国家元首和救国军事委员会主席 | 1984年12月12日－1992年4月18日 | 军人                        |                                                  |
| 马维亚·乌尔德·西德·艾哈迈德·塔亚 （1941－） | 总统                                         | 1992年4月18日－2005年8月3日  | PRDS                          | 军事政变下台                |                                                  |
|                                             | 埃利·乌尔德·穆罕默德·瓦尔 （1953－2017）     | 争取公正与民主军事委员会主席 | 2005年8月3日－2007年4月19日   | 军人                        | 败选下台                                         |
|                                             | 西迪·乌尔德·谢赫·阿卜杜拉希 （1938－2020）   | 总统                         | 2007年4月19日－2008年8月6日   | n-p                         | 文官政府，军事政变下台                           |
|                                             | 穆罕默德·乌尔德·阿卜杜勒·阿齐兹 （1956－）   | 最高国务委员会主席           | 2008年8月6日－2009年4月15日   | 军人                        | 第一次，辞职后参加2009年毛里塔尼亚总统选举并当选 |
|                                             | 巴·马马杜·姆巴耶 （1946－2013）              | 代理总统                     | 2009年4月15日－2009年8月5日   | n-p                         | 参议院院长、临时国家元首，首位黑人国家元首       |
|                                             | 穆罕默德·乌尔德·阿卜杜勒·阿齐兹 （1956－）   | 总统                         | 2009年8月5日－2019年8月1日    | UPR                         | 第二次                                           |
|                                             | 穆罕默德·烏爾德·加祖瓦尼 （1956－）          | 总统                         | 2019年8月1日－现任            | UPR                         | 首次政权和平交接                                 |

### 政治背景
| PPM      | （Partie des Personnes de Mauritanian） (毛里塔尼亚人民党) to 1961 PRM － authoritarian |
| PRDS     | （Parti Républicain Démocratique et Social） (社会和民主共和党) authoritarian           |
| PRM      | （Parti Rassemblement Mauritian） (毛里塔尼亚集合党) 1958－1961 PPM                     |
| UPM      | （Union Progressive Mauritanian） (毛里塔尼亚进步联盟) from 1958 PRM                    |
| ADIL     | 民主与发展国家条约党                                                                    |
| UPR      | 为共和联盟                                                                              |
| Mil      | 军人                                                                                    |
| n-p      | 无党籍                                                                                  |
| this box |                                                                                         |

## 关联条目
- 毛里塔尼亚总理
- 毛里塔尼亚历史
- 毛里塔尼亚